# Teús
Teüs (en francès Théus) és un municipi francès situat al departament dels Alts Alps i a la regió de Provença – Alps – Costa Blava.

## Demografia
| 1841                                       | 1962 | 1968 | 1975 | 1982 | 1990 | 1999 | 2006 | 2015 |
| ------------------------------------------ | ---- | ---- | ---- | ---- | ---- | ---- | ---- | ---- |
| 537                                        | 145  | 144  | 132  | 137  | 140  | 156  | 174  | 202  |
| Des de 1962: població sense dobles comptes |      |      |      |      |      |      |      |      |

## Administració
| Període   | Identitat      | Partit |
| --------- | -------------- | ------ |
| 1983-2004 | Marcel Astier  |        |
| 2004-2014 | Claude Touche  |        |
| 2014-     | Gilbert Leydet |        |